# Жуйфан
Жуйфан (кит.: 瑞芳區) — район в місті центрального підпорядкування Республіки Китай Новий Тайбей.
До 2010 року був міською волостю (鎮 zhèn) повіту Тайбей (кит. трад.: 縣; піньїнь: xiàn; певедзі: koān), заснованого 7 січня 1946 року, у складі провінції Тайвань. 25 грудня 2010 року став частиною (кит. трад.: 區; піньїнь: qū; певедзі: ku) новоутовреного міста.

## Географія
Площа району Жуйфан на 10 вересня 2017 становила близько 70,7336 км².

## Населення
Населення району Жуйфан на 2015 становило близько 40 922 осіб. Густота населення становила 578,5 осіб/км².